# القصر الملكي في نابولي

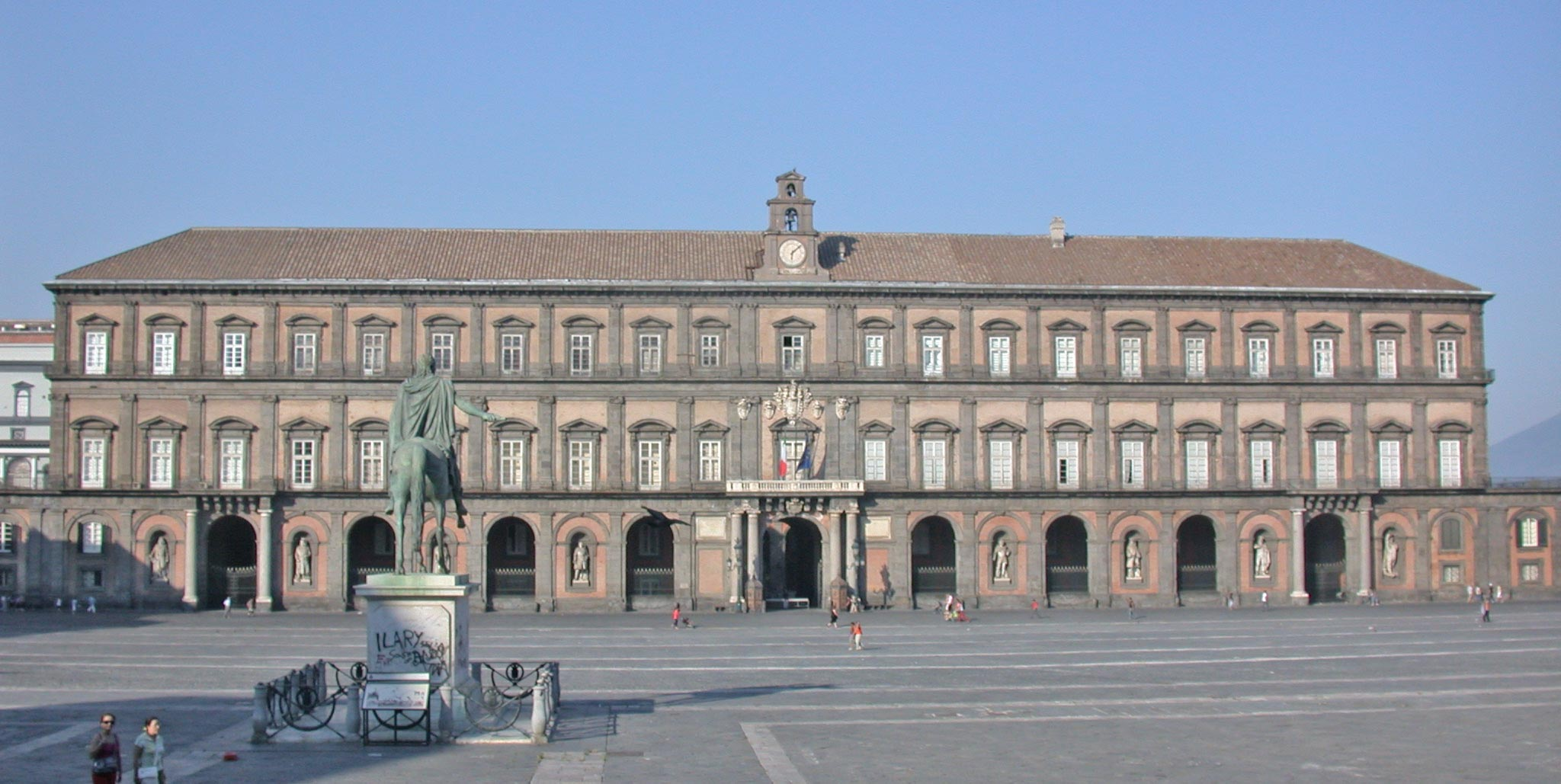
واجهة القصر.

قصر نابولي الملكي هو قصر في مدينة نابولي جنوب إيطاليا. هو واحد من أربعة منازل استخدمها ملوك البوربون في نابولي خلال حكمهم لمملكة الصقليتين (1730-1860): أولها في كازيرتا وآخر في كابوديمونتي نابولي والثالث (الآن موقع كلية الزراعة في جامعة نابولي) في بورتيشي على سفوح بركان فيزوف.